# Aoife O’Donovan

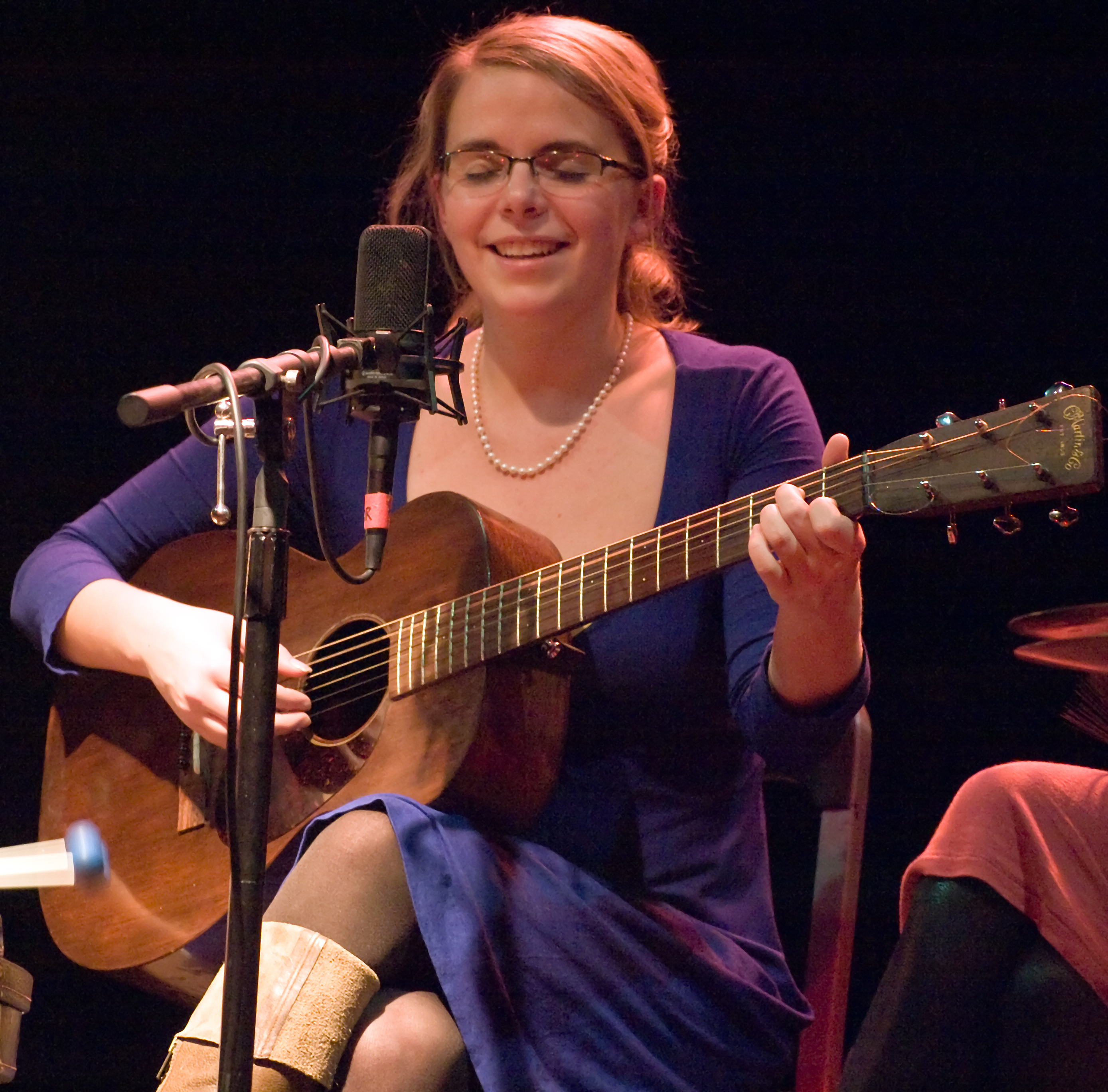
Aoife O’Donovan 2009

Aoife O’Donovan (sprich: I-Fah, * 18. November 1982 in Newton, Massachusetts) ist eine US-amerikanische Sängerin und Songschreiberin. Sie wurde vor allem als Frontfrau der Formation Crooked Still bekannt.

## Biografie
O’Donovan wuchs in Newton in der Nähe von Boston als älteste Tochter einer Musik-Familie auf. Aoifes Vater Brian O’Donovan moderiert die lokale Radio-Folksendung A Celtic Sojourn.
Väterlicherseits stammt ihre Familie aus Clonakilty (County Cork) an der Südwestküste Irlands. In ihrer musikalischen Entwicklung wurde Aoife geprägt durch die keltische Tradition (Irish Folk), der sie auch in zahlreichen Ferienaufenthalten bei ihren Großeltern in Irland begegnete  sowie amerikanischen Folkgrößen wie Joan Baez, Bob Dylan und Joni Mitchell.
Am New England Conservatory of Music in Boston studierte sie „zeitgenössische Improvisation“ (Contemporary Improvisation). Frühe Auftritte hatte sie mit den Wayfaring Strangers, einer Gruppe, die auf der Basis amerikanischer Folkmusik stilübergreifend Jazz, Klezmer, Bluegrass und keltische (Celtic) Einflüsse zu vereinigen sucht.
2001 gründete sie zusammen mit den Kommilitonen Corey DiMario (Bass), Gregory Liszt (Banjo) und Rushad Eggleston (Cello) Crooked Still, 2004 erschien mit Hop High das erste Album des zunehmend erfolgreichen Quartetts. Bis 2011 veröffentlichte sie mit Crooked Still vier Studioalben und eines live.
Als Seitenprojekt fungierte Sometymes Why, ein Frauentrio zusammen mit Kristin Andreassen und Ruth Merenda, das 2005 mit dem im Eigenverlag produzierten Album Sometimes Why debütierte; weiterhin arbeitete sie mit Eggleston in der Wild Band of Snee zusammen (die 2006 die EP Playhouse of the Universe veröffentlichte).

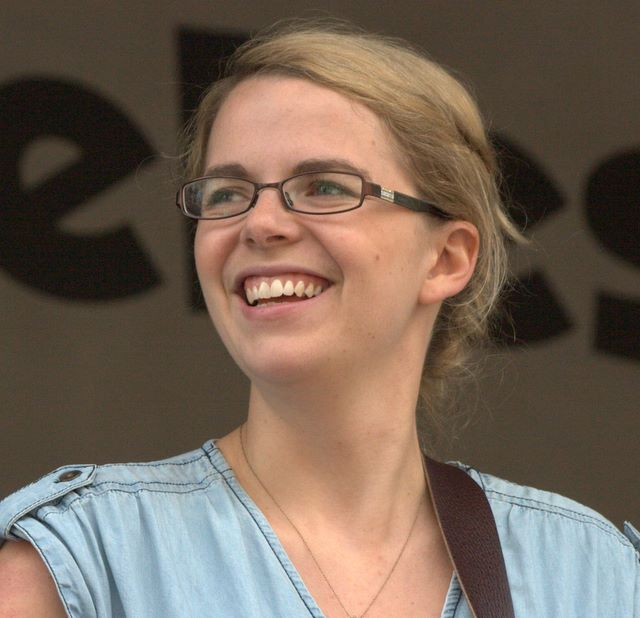
O’Donovan auf dem MerleFest Musik-Festival 2011

Als Sängerin und Komponistin war sie beteiligt an den mit einem Grammy ausgezeichneten Goat Rodeo Sessions (2012). Mit dem Dave Douglas-Quintett spielte sie im gleichen Jahr das Jazz-Album Be Still ein.
Nach der (vorläufigen) Abschiedstour von Crooked Still 2011 startete Aoife O’Donovan eine Solokarriere als Singer-Songwriterin; im Sommer 2013 erschien ihr erstes Soloalbum Fossils, das sie im Rahmen einer kleinen Europatournee im Februar 2014 auch einem deutschen Publikum vorstellte.
2014 baten die Punch Brothers Sarah Jarosz und Sara Watkins (Nickel Creek) O’Donovan, ein kurzes Set als Opener für deren Show einzustudieren. Das Trio beschloss anschließend, unter dem Namen I’m with Her 2015 gemeinsam auf Tour zu gehen. Im Mai 2015 wurde Crossing Muddy Waters (Original John Hiatt) und eine A-cappella-Coverversion von Nina Simones Be My Husband veröffentlicht.
2015 begleitete Aoife O’Donovan Glen Hansard bei seiner Amerikatournee, im Januar 2016 erschien In the Magic Hour als Nachfolger von Fossils bei Yep Roc, im Mai 2017 hatte sie einen Gastauftritt bei der Folkbaltica in Flensburg.
Im Sommer 2017 ging das Trio I’m with Her mit den Punch Brothers und Julian Lage auf die „American-Acoustic-Tour“; 2018 erschien mit See You Around das Debütalbum der Band. Die begleitende Welttournee führte sie im Mai auch nach Deutschland. Als Teil von I’m with Her wurde sie 2020 mit einem Grammy Award für den Song Call My Name als bester American-Roots-Song ausgezeichnet.
Seit 2009 lebt O’Donovan im New Yorker Stadtteil Brooklyn; im Juni 2016 heiratete sie den Cellisten und Dirigenten Eric Jacobsen.

## Diskografie (Auswahl)
Solo:
- Blue Light, EP (2010)
- Fossils (2013)
- In the Magic Hour (2016)
- Man in a Neon Coat: Live from Cambridge (2016)
- Age Of Apathy (2022)
- All My Friends (2024)

Crooked Still:
Sometymes Why:
- Sometimes Why (2005)
- Your Heart Is a Glorious Machine (2009)

I’m with Her:
- Crossing Muddy Waters (2015); mit Sara Watkins und Sarah Jarosz
- See You Around (2018)

Weitere:
- The Goat Rodeo Sessions (2012); mit Yo-Yo Ma (Cello), Stuart Duncan (Fiddle), Edgar Meyer (Bass) und Chris Thile (Mandoline)
- Be Still. Dave Douglas Quintett featuring Aoife O’Donovan (2012)